# بقرية مألوفة
بقرية مألوفة (الاسم العلمي:Vaccaria vaccaria) هي نوع غير مؤكد من النباتات يتبع جنس البقرية من الفصيلة القرنفلية.